# GG・ジャクソン
グレゴリー・ジャクソン2世（Gregory Jackson II, 2004年12月17日 - ）は、アメリカ合衆国サウスカロライナ州コロンビア出身のプロバスケットボール選手。NBAのメンフィス・グリズリーズに所属している。ポジションはパワーフォワード。

## 経歴

### ハイスクール
高校2年目のシーズンに平均15.8得点、10.0リバウンドを記録し、チームを州大会優勝に導いた。3年目のシーズンには平均22.1得点、10.9リバウンド、2.3ブロックを記録し、サウスカロライナ州のゲータレード年間最優秀選手賞を受賞。チームを2年連続の州大会優勝に導いた。

### リクルート
2023年クラスの中では最大級の評価を受け、高校3年目のシーズン終了後にノースカロライナ大学へのコミットを発表した。他にはオーバーン大学、デューク大学、ジョージタウン大学、サウスカロライナ大学からもオファーを受けていた。
しかし、後にこれを撤回。ノースカロライナ大学へのコミットを撤回した選手は2003年のJ・R・スミス以来であった。その後学年変更して卒業を1年早め、サウスカロライナ大学へのコミットを発表した。

### カレッジ
2022-23シーズンから先発を務め、最初の2試合で平均15得点、9リバウンドを記録してSECの週間最優秀新人に選出された。2023年1月8日のテネシー大学戦で8本放ったシュートを全て失敗して無得点に終わり、以降の試合ではシックスマンとして起用されるようになった。シーズン終了後、2023年のNBAドラフトにアーリーエントリーした。

### メンフィス・グリズリーズ
2023年のNBAドラフトにて全体45位でメンフィス・グリズリーズから指名され、その後ツーウェイ契約を結んだ。
2023-24シーズンはチームに故障者が続出していたこともあり、NBAでも積極的に起用された。2024年2月9日にグリズリーズと複数年の正式契約を結んだ。

## 代表歴
高校時代の2022年にFIBA U18アメリカ選手権のアメリカ代表に選出された。

## 個人成績

### NBA

#### レギュラーシーズン
| シーズン | チーム | GP | GS | MPG  | FG%  | 3P%  | FT%  | RPG | APG | SPG | BPG | PPG  |
| -------- | ------ | -- | -- | ---- | ---- | ---- | ---- | --- | --- | --- | --- | ---- |
| 2023–24  | MEM    | 48 | 18 | 25.7 | .428 | .357 | .752 | 4.1 | 1.2 | .6  | .5  | 14.6 |
| 2024–25  | MEM    | 29 | 3  | 15.8 | .372 | .337 | .725 | 3.2 | 1.0 | .4  | .2  | 7.2  |
| 通算     | 通算   | 77 | 21 | 22.0 | .413 | .352 | .746 | 3.7 | 1.1 | .5  | .4  | 11.8 |

### カレッジ
| シーズン | チーム           | GP | GS | MPG  | FG%  | 3P%  | FT%  | RPG | APG | SPG | BPG | PPG  |
| -------- | ---------------- | -- | -- | ---- | ---- | ---- | ---- | --- | --- | --- | --- | ---- |
| 2022–23  | サウスカロライナ | 32 | 29 | 31.9 | .384 | .324 | .677 | 5.9 | .8  | .8  | .8  | 15.4 |